# Papilio garamas subsp. baroni
Papilio garamas baroni es una subespecie de la especie de mariposas Papilio garamas en la familia Papilionidae.

## Descripción
Tiene las antenas, cabeza, tórax y abdomen de color negro. Las alas anteriores son de color negro en su vista dorsal, con una franja curvada desde el margen costal al margen anal o interno. Esta franja atraviesa la cédula discal por su tercera parte más hacia la región subapical. En la vena M3 se ensancha y tiene pico en la zona más apical, como también en la vena Cu1 y Cu2. En la región subapical presenta otra franja de color amarillo compuesta de cuatro a 5 manchas cuadrangulares, que juntas están en línea, (más curvas en la subespecie nominal).  La banda marginal tiene lúnulas amarillas casi ausentes. 
Las alas posteriores en su vista dorsal son de color negro, con pelos negros en la región basal hacia el margen anal o borde interno. Presenta una franja curvada amarilla postdiscal ancha, y esta toca levemente la cédula discal (en la subespecie nominal no toca la cédula discal, pero en ancho es parecida) y adquiere puntas a la altura de cada vena más a su región subapical. En la banda marginal presenta lúnulas muy delgadas de color amarillo. La banda submarginal está ausente. También presenta banda postdiscal interna con manchas con escamas azules, pero menos acentuadas (más tupidas en la subespecie nominal). Ventralmente las alas anteriores son de color negro y parecidas a la vista dorsal. La franja subapical que comienza en el margen costal es recta y quiebra por la M2 y llega hasta el torno en la vena A2. Las alas posteriores son con el mismo patrón de diseño que es dorsal y la banda central que cruza desde el margen costal a interno toca ligeramente la cédula discal en ocasiones penetra un poco más. Las lúnulas de la banda submarginal se fusionan en las venas, dando la impresión de una banda ondulada, La vena M3 está desarrollada y es de color negro, la vena Cu2 está un poco desarrollada y tiene la mitad de la longitud de la vena M3 aproximadamente. Existen dos formas la normal que es similar al macho y la melánica. La forma melánica de esta especie es similar a la forma melánica de la subespecie nominal, sólo que en esta las lúnulas de la banda submarginal son de mayor tamaño.

## Distribución
Se distribuye en el suroeste de México, en los estados de Guerrero y Oaxaca.

## Hábitat
Habita en zonas templadas de la vertiente del Pacífico (sur de Guerrero y Oaxaca).

## Estado de conservación
No se encuentra en ninguna categoría de riesgo.